# Espoon Palloseura (hokej na lodzie)
Espoon Palloseura (w skrócie EPS) – fiński klub hokeja na lodzie z siedzibą w Espoo.
Klub powstał w 1970 w dzielnicy Espoonlahti miasta Espoo.

## Sukcesy
- Srebrny medal Suomi-sarja: 2001

## Zawodnicy
Wychowankami klubu zostali: Teemu Selänne, Juuso Riksman, Teemu Pulkkinen, a w klubie występowali też Mikko Koivunoro, Kim Ahlroos.